# 木鱼镇 (神农架林区)
木鱼镇，是中华人民共和国湖北省神农架林区下辖的一个乡镇级行政单位。

## 行政区划
木鱼镇下辖以下地区：
木鱼坪社区、红花坪社区、红花坪村、三堆河村、九冲村、茅胡村、青峰村、小当阳村、木鱼村和青天村。